# جان اف. سایتز
جان اف. سایتز (انگلیسی: John F. Seitz؛ ۲۳ ژوئن ۱۸۹۲ – ۲۷ فوریهٔ ۱۹۷۹) یک مدیر فیلم‌برداری اهل ایالات متحده آمریکا بود.
از فیلم‌های او می‌توان به دست‌نیافتنی اشاره کرد.
وی به‌عنوان یکی از پیشگامان در صنعت سینما شناخته می‌شود و با استفاده از تکنیک‌ها و روش‌های نوآورانه، تأثیر بسزایی بر فیلم‌برداری هالیوود داشت.
جان اف. سایتز در آغاز قرن بیستم، زمانی که صنعت سینما هنوز در مراحل ابتدایی خود بود، وارد این عرصه شد. او با تمرکز بر فیلم‌برداری سیاه و سفید، توانست تکنیک‌های نورپردازی و ترکیب‌بندی تصویر را به سطحی جدید برساند. سایتز به‌خاطر همکاری با کارگردانان بزرگ و تولید فیلم‌های برجسته‌ای همچون "Double Indemnity" (۱۹۴۴) و "Sunset Boulevard" (۱۹۵۰) شناخته شده است. این فیلم‌ها نه تنها به‌خاطر داستان و بازیگری، بلکه به‌خاطر سبک بصری خاص و تکنیک‌های فیلم‌برداری سایتز مورد تحسین قرار گرفتند.
یکی از ویژگی‌های برجسته جان اف. سایتز، استفاده ماهرانه از نور و سایه بود. او با بهره‌گیری از نورپردازی کم‌نور و سایه‌های عمیق، توانست احساسات و حالات روانی شخصیت‌ها را به خوبی منتقل کند. این تکنیک‌ها به‌ویژه در ژانر نوآر (Film Noir) که سایتز یکی از پیشگامان آن بود، بسیار تأثیرگذار بود. استفاده از کنتراست بالا و سایه‌های شدید در فیلم‌های نوآر، جلوه‌ای خاص و منحصر به فرد به این ژانر بخشید و به شناسنامه‌ای برای سایتز تبدیل شد.
سایتز در دوران فعالیت حرفه‌ای خود با بسیاری از کارگردانان مشهور همکاری داشت. او با کارگردان‌هایی همچون بیلی وایلدر، فریتس لانگ و ویلیام ویلر کار کرد و در تولید برخی از بزرگترین آثار سینمایی دهه ۱۹۴۰ و ۱۹۵۰ نقش داشت. این همکاری‌ها نه تنها باعث بهبود کیفیت بصری فیلم‌ها شد، بلکه به سایتز این امکان را داد تا تکنیک‌های جدیدی را آزمایش و پیاده‌سازی کند.
یکی از دستاوردهای مهم سایتز، توسعه و بهبود تکنیک‌های فیلم‌برداری در فضاهای داخلی بود. او با استفاده از نورپردازی مصنوعی و تکنیک‌های خلاقانه، توانست صحنه‌های داخلی را به گونه‌ای روشن کند که احساس واقع‌گرایانه و طبیعی‌تری به تماشاگران منتقل شود. این تکنیک‌ها به ویژه در فیلم‌های درام و نوآر مورد استفاده قرار گرفت و تأثیر چشمگیری بر جلوه‌های بصری سینما داشت.
سایتز همچنین در استفاده از فیلم‌های رنگی نیز مهارت داشت. او توانست با استفاده از تکنیک‌های رنگ‌آمیزی خاص، به فیلم‌ها جلوه‌ای زنده و پویا ببخشد. هرچند که بیشتر آثار شناخته‌شده او سیاه و سفید بودند، اما تلاش‌های او در زمینه فیلم‌برداری رنگی نیز نشان‌دهنده گستره وسیع مهارت‌ها و خلاقیت او بود.
در طول دوران فعالیت حرفه‌ای خود، جان اف. سایتز جوایز و افتخارات متعددی کسب کرد. او نه تنها مورد تحسین همکاران و منتقدان قرار گرفت، بلکه تأثیر عمیقی بر نسل‌های بعدی فیلم‌برداران گذاشت. سایتز در سال ۱۹۴۸ برای فیلم "The Snake Pit" و در سال ۱۹۵۱ برای فیلم "Sunset Boulevard" نامزد جایزه اسکار بهترین فیلم‌برداری شد.
جان اف. سایتز تا اواخر دهه ۱۹۵۰ همچنان در عرصه سینما فعال بود و با ارائه آثار برجسته و ماندگار، به یکی از نمادهای فیلم‌برداری هالیوود تبدیل شد. او در طول دوران کاری خود، علاوه بر فیلم‌برداری، به تدریس و انتقال تجربیات خود به نسل‌های جدید نیز مشغول بود و با برگزاری کارگاه‌ها و کلاس‌های آموزشی، تأثیرگذاری خود را بر صنعت سینما ادامه داد.
سایتز در ۲۷ فوریه ۱۹۷۹ درگذشت، اما میراث او همچنان در دنیای سینما باقی مانده است. آثار او همچنان مورد تحسین و بررسی قرار می‌گیرند و تکنیک‌های او الهام‌بخش بسیاری از فیلم‌برداران معاصر است. جان اف. سایتز نه تنها به‌عنوان یک مدیر فیلم‌برداری برجسته، بلکه به‌عنوان یک هنرمند خلاق و نوآور در تاریخ سینما جاودانه شده است.